# Krasznai Paula
Krasznai Paula (Kolozsvár, 1931. június 24. – Budapest, 2025. február 1.)  erdélyi magyar színésznő, a Kolozsvári Állami Magyar Színház örökös tagja.

## Élete
1953-ban végzett a kolozsvári Magyar Művészeti Intézetben. 1955-ig a nagybányai színházban játszott. 1955–1988 között, nyugdíjazásáig a kolozsvári Állami Magyar Színház tagja volt.

## Munkássága
Kezdetben lírai szerepeket alakított, később áttért a karakter- és anyaszerepekre.

## Főbb szerepei
- Katyerina (Alekszandr Osztrovszkij: Vihar)
- Desdemona (William Shakespeare: Othello)
- Királyné (Victor Hugo: Ruy Blas)
- Éva (Madách Imre: Az ember tragédiája)
- Varja (Anton Csehov: Cseresznyéskert)
- Baradlayné (Jókai Mór: A kőszívű ember fiai)